# Робертсон, Майк
Майк Робертсон (англ. Mike Robertson; 26 февраля 1985 года, Эдмонтон, Канада) — канадский сноубордист, выступающий в бордеркроссе.
- Серебряный призёр Зимних Олимпийских игр 2010 в сноуборд-кроссе;
- Призёр этапов Кубка мира в сноуборд-кроссе.

## Призовые места на этапах Кубка мира
| #  | Дата            | Место   | Вид            | Победитель    |
| -- | --------------- | ------- | -------------- | ------------- |
| 1. | 13 февраля 2009 | Купресс | Сноуборд-кросс | Маркус Шайрер |

| #  | Дата           | Место       | Вид            | Победитель    |
| -- | -------------- | ----------- | -------------- | ------------- |
| 1. | 11 января 2009 | Бад-Гаштайн | Сноуборд-кросс | Даймон Хайлер |

## Выступления на Чемпионатах мира
| Место | Дата           | Место   | Вид            | Победитель    |
| ----- | -------------- | ------- | -------------- | ------------- |
| 17    | 18 января 2009 | Кавандо | Сноуборд-кросс | Маркус Шайрер |